# Blackfriars Bridge (film)
Blackfriars Bridge er en britisk stumfilm fra 1896 af Robert W. Paul.